# Целльхофер, Георг
Георг Целльхофер (нем. Georg Zellhofer; род. 25 августа 1960, Вайдхофен-ан-дер-Ибс, Австрия) — австрийский футболист, тренер.

## Биография
Играл на позиции полузащитника во второй (1978/79—1979/80, 1989/90—1991/92) и первой (1980/81—1988/89) по уровню австрийских лигах за «Форвертс» (Штайр), «Линц», «Штурм» (Грац) и ЛАСК (Линц). Дебютировал в высшем дивизионе 29 октября 1980 года в составе «Линца» в игре против ЛАСКа (0:2). В 1988 году в составе «Штурма» принимал участие в матчах первого раунда Кубка УЕФА против швейцарского «Серветта» (0:1, 0:0).
Тренерскую карьеру начал в «Линце», будучи ассистентом главного тренера. С 1996 по 2005 год (с полугодичным перерывом по состоянию здоровья в 2003 году) возглавлял «Суперфунд» (Пашинг), вывел его из одной из региональных лиг в высшую лигу в 2002 году. С 2006 года возглавлял венские «Рапид» (откуда был уволен за плохие результаты) и «Аустрию». «Аустрию» принял, когда она находилась на последнем месте в чемпионате, в итоге она сохранила место в лиге и в 2007 году выиграла Кубок Австрии. С 2004 по 2007 год «Суперфунд» и «Аустрия» под его руководством играли в Кубке УЕФА. Контракт с «Аустрией» был расторгнут в марте 2008 года после трёх поражений подряд. В дальнейшем тренировал «Рид» (непродолжительное время, покинул команду перед началом сезона 2008/09 из-за разногласий с руководством клуба по составу) и «Райндорф Альтах». Придя в «Райндорф Альтах» в январе 2009 года, не смог удержать его в высшей лиге по итогам сезона, после чего перешёл на работу спортивным директором в «Пашинг», выступавший в региональной лиге, позже стал консультантом, а затем главным тренером. В 2010 году тренировал олимпийскую сборную Бахрейна, возглавив её с лета по протекции ставшего главным тренером первой сборной Йозефа Хиккерсбергера, после его отъезда в «Аль-Вахду» (Абу-Даби) в октябре контракт с Целльхофером также был расторгнут, после чего в ноябре он принял находившийся на последнем месте в австрийской бундеслиге ЛАСК, сменив Хельмута Крафта. Также занимал другие должности в других клубах: был исполняющим обязанности главного тренера, ассистентом и на административно-управленческой работе в «Райндорф Альтахе», и «Санкт-Пёльтене».
Жена — Хильда. Дочь Алина — телеведущая на ORF Sport, сын Александер — футбольный тренер.